# 富田高定
富田 高定（とみた たかさだ）は、安土桃山時代の武将、大名。若江七人衆（または若江八人衆）の1人として数えられる。

## 略歴
富田一白（知信、信広）の子として生まれる。三好康長（笑岩）の家臣で、羽柴秀吉の甥が三好信好（秀次）として養子となった頃から近侍して仕えた。そして秀次が養家を去る時に付いてきた若江衆の1人となる。
天正18年（1590年）、秀次より伊勢国飯野郡宮田村において2,292石の知行を与えられた。
しかし文禄4年（1595年）7月に秀次切腹事件があり、殉死しようと決心して京都の千本松原を死に場所に定めたが、死装束で大勢の群衆や友人等と別れの杯を重ねているうちに泥酔して、切腹を果たせぬまま昏倒した。これが人々に知られることになって、秀吉に咎められ、濫りに殉死を試みた者は三族を誅すとの命令が出された。このため太閤の怒を憚って、自ら京都西山に幽居した。
しかし秀吉の死後、前田利長がその将才を惜しみ、群臣の反対を押し切って、1万石で召し抱えることにした。
慶長5年（1600年）の関ヶ原の戦いでは、東軍の前田勢は加賀国に侵攻。高定は侍大将として先陣を務めて奮戦した。西軍の山口宗永・弘定親子を撃破して大聖寺城内に攻め込む追撃戦で先駆けし、一騎当千の働きを見せたが、ついには討死した。